# Рефенес, Томми
То́мми Ре́фенес  (англ. Tommy Refenes, род. 16 июня 1981) — американский геймдизайнер и программист, известный участием в разработке компьютерной игры в жанре платформер Super Meat Boy, который был создан совместно с Эдмундом МакМилленом.

## Ранние годы
Рефенес начал программировать в одиннадцать лет. В восемнадцать он стал заниматься этим профессионально.  Его исключили из Университета штата Северная Каролина (позже он поделился с блогом Brutal Gamer, что "если вы хотите стать программистом, не поступайте в колледж").

## Карьера
Работать Рефенес начал в SeventyTwo DPI с августа 2001 года, где он управлял веб-сайтом и серверами. В августе 2003 года его наняла Learning Station, где он занимался разработкой системного ПО и приложений на Flash, C++, PHP и ASP. В июле 2005 года Томми решил уйти в игровую индустрию и начал работать на ныне разорившуюся Streamline Studios, где он помогал перенести игровой движок Unreal 2.x engine с оригинального Xbox на Xbox 360, а также участвовал в разработке игры для WiiWare HoopWorld.  В мае 2006 года Рефенес и Обри Хесселгрен, геймдизайнер, основали компанию Pillowfort. И первым проектом была игра Goo!. В 2008 году Goo! выиграла гран-при в номинации Best Threaded Game на Intel Game Demo Contest 2008 и заняла третье место в номинации Best Game на Intel Graphics. Игра была отменена и Рефенес покинул студию в январе 2009 года.  В 2008 году он основал компанию Team Meat с геймдизайнером Эдмундом МакМилленом. Томми занял роль программиста и сооснователя. На данный момент Super Meat Boy — единственная игра, изданная дуэтом Team Meat.

### Конфликт с Apple App Store
В марте 2010 года на Game Developers Conference 2010 Рефенес раскритиковал App Store, назвав его «ужасным» и сравнил местный контент с сырыми играми Tiger Electronics, которые были популярны в 1980-х и в 90-х.  Через неделю после данной речи Apple удалила игру Zits & Giggles из магазина.  Рефенес разработал игру и начал её продавать, чтобы высмеять противоречивую политику App Store. В качестве ответа на удаление игры они вместе с МакМилленом запустили в продажу игру Super Meat Boy Handheld в App Store. Она пародировала графический стиль серии игр Tiger для портативных устройств. Описание выглядело следующим образом: «Super Meat Boy Handheld — это полноценный Super Meat Boy, но без геймплея или графики из Super Meat Boy...и это ВСЕГО ЗА ОДИН ДОЛЛАР».

## Разработанные игры
| Название                  | Платформа                                                   | Год выхода | Примечания          |
| ------------------------- | ----------------------------------------------------------- | ---------- | ------------------- |
| Bitch Hunt                | Flash                                                       | 2000       |                     |
| Owl Country               | Mac OS X, Microsoft Windows                                 | 2008       | Управление голосом  |
| Grey Matter               | Flash                                                       | 2008       |                     |
| Beat! Music Memory Match  | iOS                                                         | 2009       |                     |
| Free Money* Scratch n'Win | iOS                                                         | 2009       |                     |
| Zits & Giggles            | iOS                                                         | 2009       |                     |
| Goo                       | Неизвестно                                                  | 2009       | Отменена            |
| HoopWorld                 | Wii                                                         | 2010       |                     |
| Super Meat Boy            | Linux, Mac OS X, Microsoft Windows, Xbox Live Arcade        | 2010       |                     |
| Super Meat Boy Forever    | Microsoft Windows, Nintendo Switch, Xbox One, PlayStation 4 | 2020       |                     |
| Mew-Genics                | Microsoft Windows, iOS                                      | 2024       | В разработке        |
| Super Meat Boy: The Game  | iOS                                                         | TBA        | Разработка отложена |